# Cerkiew św. Elżbiety w Opawie
Cerkiew św. Elżbiety (cz. Kostel sv. Alžběty) – prawosławna świątynia w czeskim mieście Opawa.

## Historia
Świątynię wzniesiono na miejscu gotyckiej kaplicy, zbudowanej przez krzyżaków, używanej jako kaplica cmentarna. W 1634 wzniesiono świątynię barokową, remontowaną w XVIII i XIX wieku. W maju 1958 wpisana do rejestru zabytków. Obecnie służy Cerkwi prawosławnej.

## Architektura i wyposażenie
Świątynia barokowa, jednonawowa, z dostawioną od wschodu okrągłą wieżą krytą hełmem z latarnią. We wnętrzu kościoła znajduje się m.in. obraz autorstwa F. Leichnera przedstawiający św. Elżbietę.

## Galeria

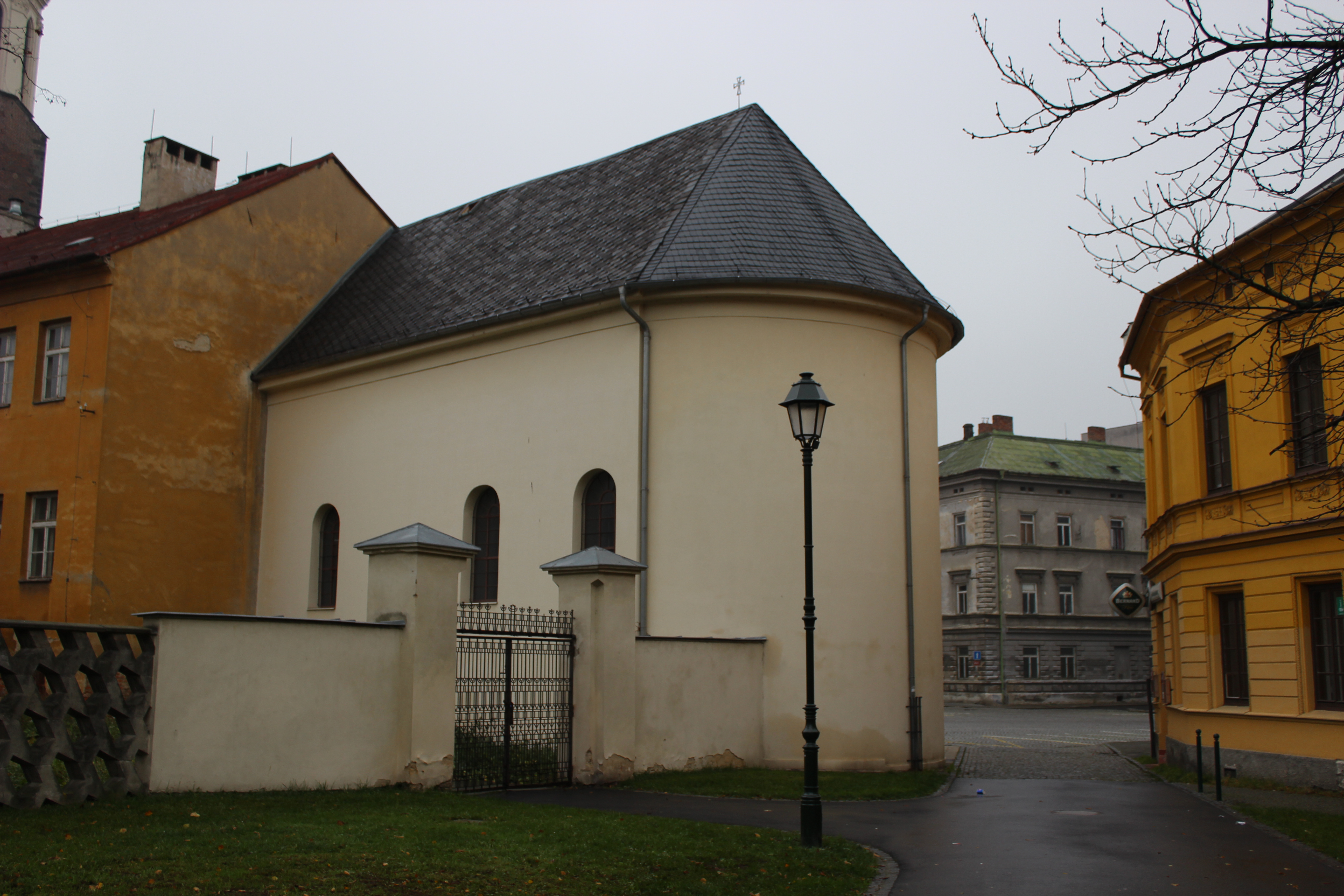
Absyda i elewacja zachodnia
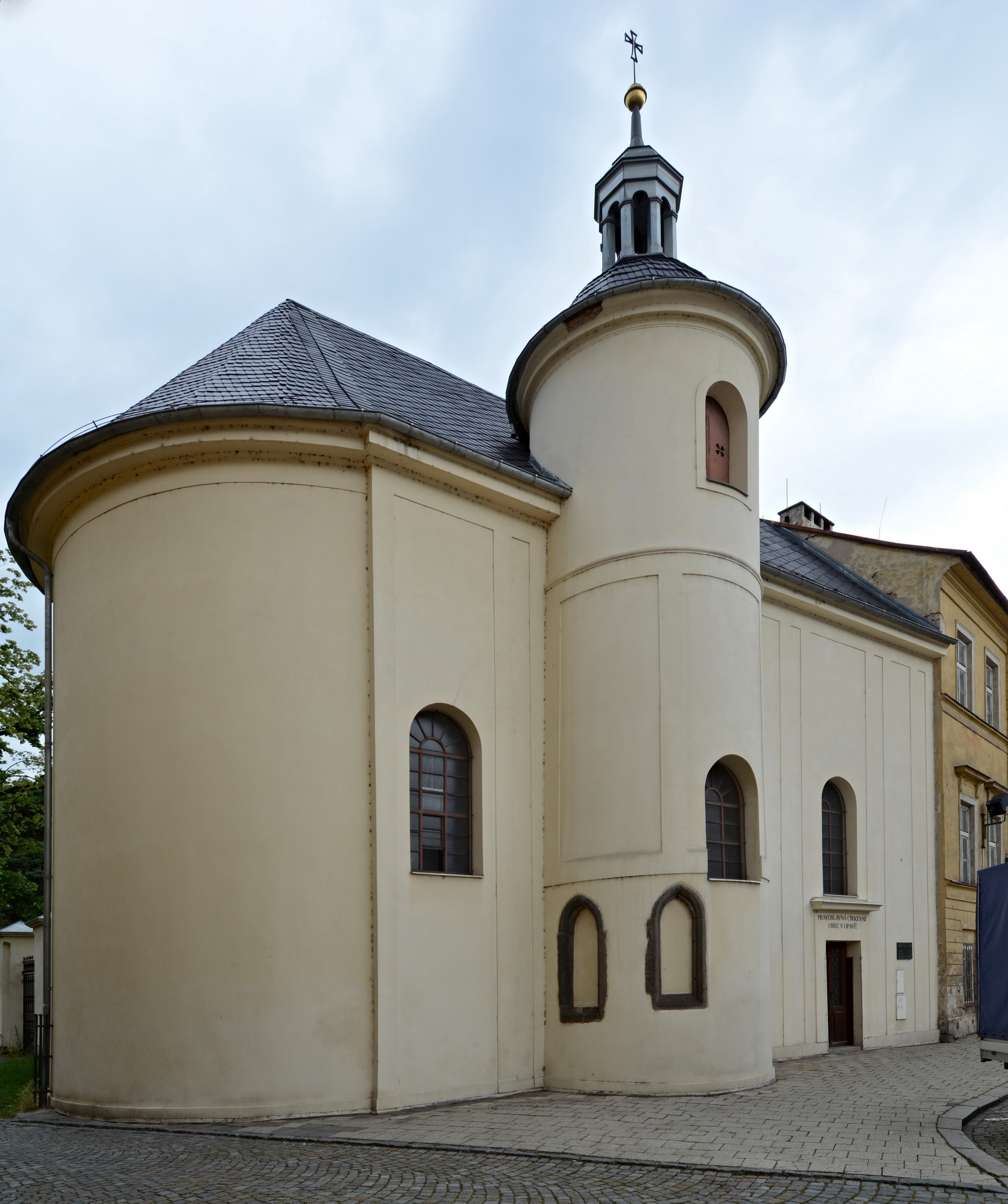
Absyda i elewacja wschodnia
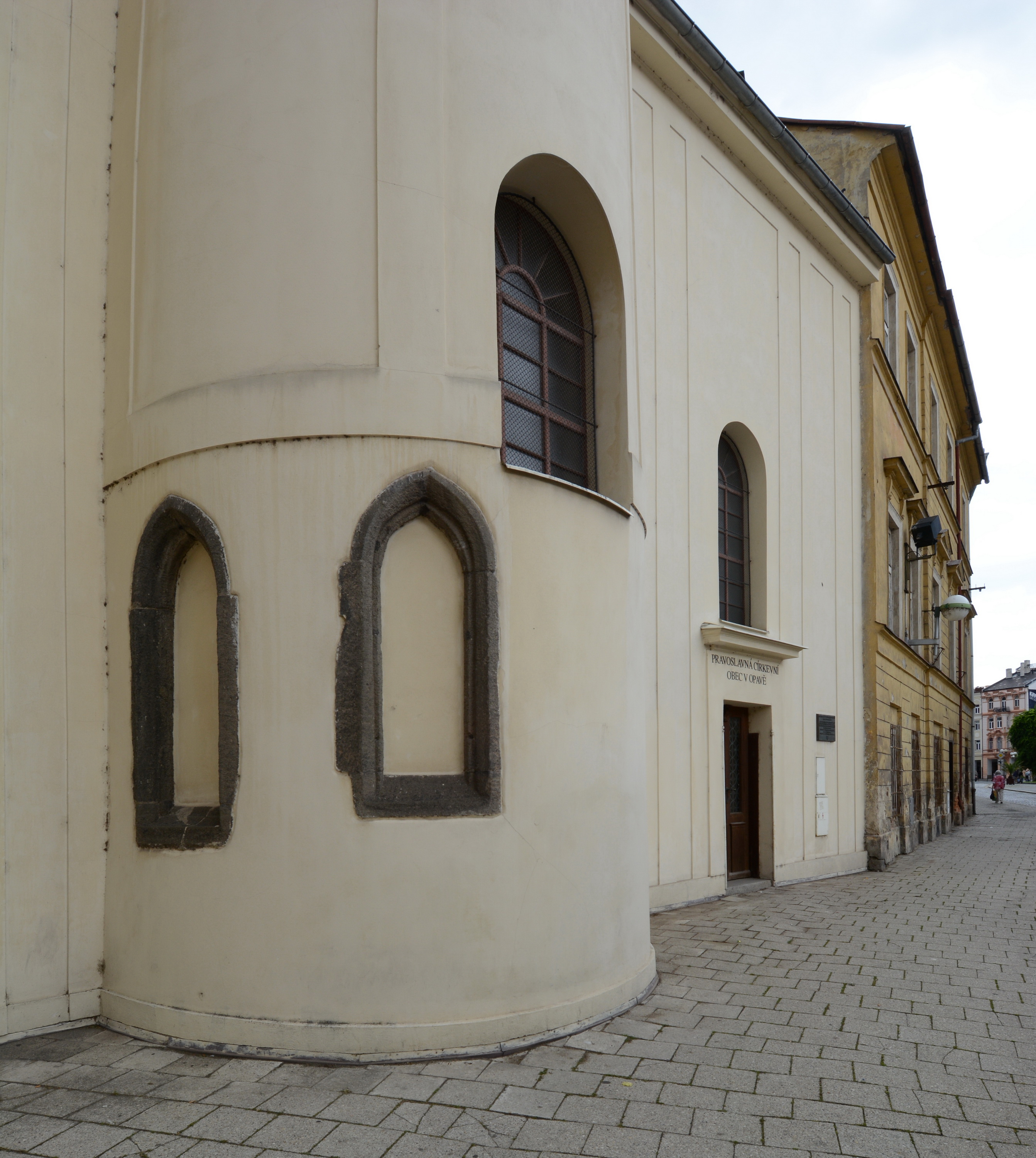
Ślepe okna w dolnej części wieży
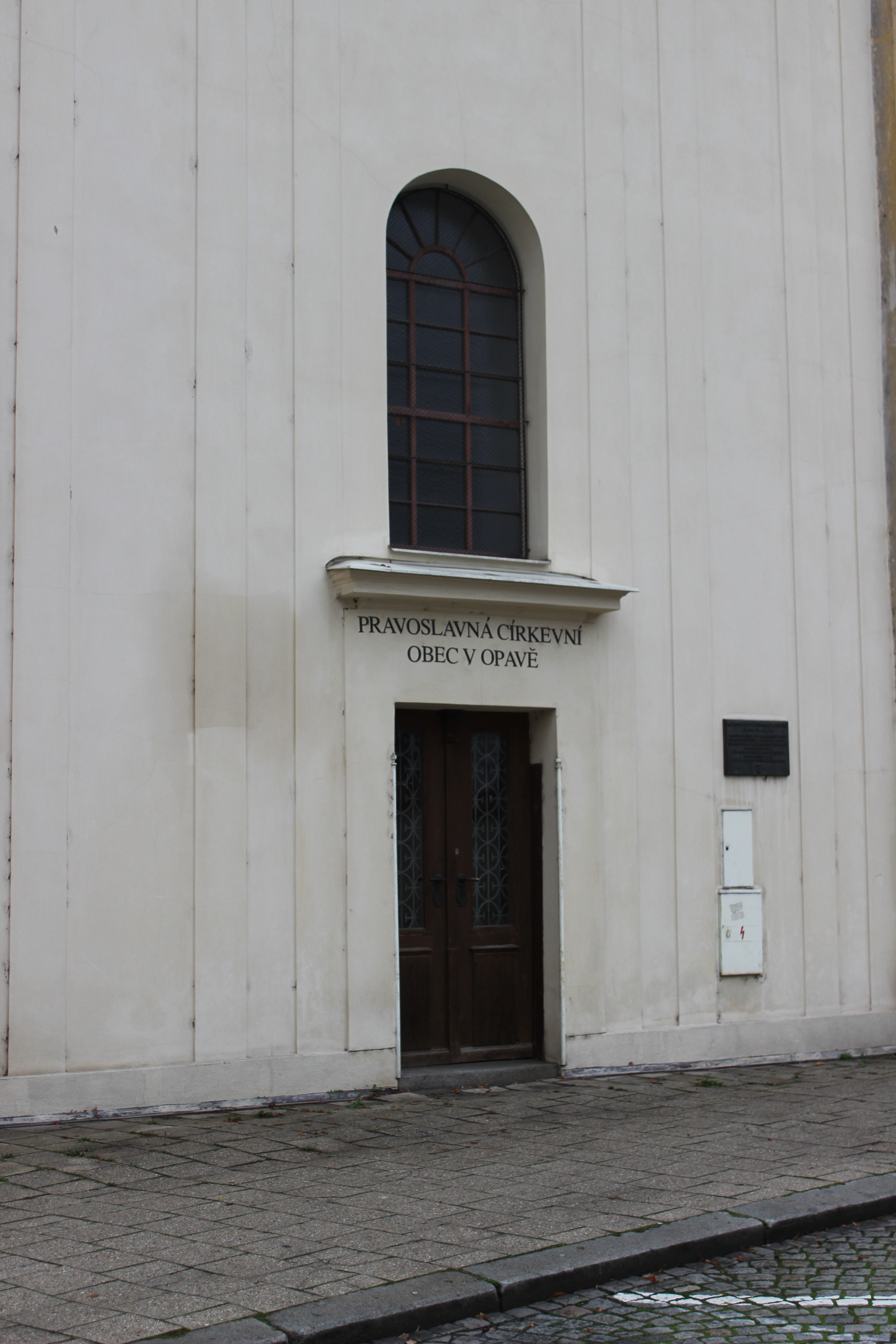
Wejście